# National Rugby League 1933
La New South Wales Rugby Football League de 1933 fue la 26.ª edición del torneo de rugby league más importante de Australia.

## Formato
Los clubes se enfrentaron en una fase regular de todos contra todos, los cuatro equipos mejor ubicados al terminar esta fase clasificaron a la postemporada.
Se otorgaron 2 puntos por el triunfo, 1 por el empate y ninguno por la derrota.

## Desarrollo

### Tabla de posiciones
| Pos. | Equipo                  | Encuentros | Encuentros | Encuentros | Encuentros | Tantos | Tantos | Tantos | Puntos |
| Pos. | Equipo                  | PJ         | PG         | PE         | PP         | F      | C      | Dif    | Puntos |
| ---- | ----------------------- | ---------- | ---------- | ---------- | ---------- | ------ | ------ | ------ | ------ |
| 1    | Newtown Jets            | 14         | 9          | 0          | 5          | 183    | 125    | +58    | 18     |
| 2    | Eastern Suburbs         | 14         | 8          | 1          | 5          | 224    | 169    | +55    | 17     |
| 3    | South Sydney Rabbitohs  | 14         | 8          | 1          | 5          | 182    | 177    | +5     | 17     |
| 4    | St. George Dragons      | 14         | 8          | 0          | 6          | 165    | 174    | -9     | 16     |
| 5    | Balmain Tigers          | 14         | 5          | 3          | 6          | 187    | 210    | -23    | 13     |
| 6    | Sydney University       | 14         | 5          | 1          | 8          | 218    | 216    | +2     | 11     |
| 7    | North Sydney Bears      | 14         | 5          | 1          | 8          | 136    | 188    | -52    | 11     |
| 8    | Western Suburbs Magpies | 14         | 4          | 1          | 9          | 210    | 246    | -36    | 9      |

|  | Postemporada. |

### Postemporada

#### Semifinales
| 26 de agosto | Newtown Jets | 16 - 9 | South Sydney Rabbitohs |  |  |

| 2 de septiembre | St. George Dragons | 13 - 10 | Eastern Suburbs |  |  |

#### Final
| 9 de septiembre | Newtown Jets | 18 - 5 | St. George Dragons | Sydney Sports Ground, Sídney |  |

| Bandera de Australia |
| Campeón Newtown Jets |
| Segundo título       |